# Sulpício Apolinário
Sulpício Apolinário (em latim: Sulpicius Apollinaris) foi um lexicógrafo, gramático e linguista de Cartago, que floresceu no século II.

## Biografia
Ensinou Pertinax, ele mesmo um professor de gramática antes de ser imperador, e Aulo Gélio, que fala dele em termos elevados. É o pretenso autor dos argumentos métricos para a Eneida e para as peças teatrais de Terêncio e (provavelmente) de Plauto.